# La Llosa
La Llosa, também chamado la Llosa de la Plana e la Llosa d'Almenara, é um município da Espanha na província de Castelló, Comunidade Valenciana. Tem 10 km² de área e em 2021 tinha 983 habitantes (densidade: 98,3 hab./km²).

## Demografia
| Variação demográfica do município entre 1991 e 2004 | Variação demográfica do município entre 1991 e 2004 | Variação demográfica do município entre 1991 e 2004 | Variação demográfica do município entre 1991 e 2004 |
| --------------------------------------------------- | --------------------------------------------------- | --------------------------------------------------- | --------------------------------------------------- |
| 1991                                                | 1996                                                | 2001                                                | 2004                                                |
| 957                                                 | 937                                                 | 908                                                 | 915                                                 |